# Mickeys
Mickeys är ett svenskt dansband som bildades i Aspås 1989. Walt Disney Company hävdade upphovsrättsintrång på rätten till namnet (Musse Pigg heter Mickey Mouse på engelska), men frågan avgjordes till gruppens fördel. Bandet har vunnit en dansbandstävling som Svenska musikerförbundet och Café Norrköping anordnade 1995, och deltog i Dansbandskampen 2008.